# Катастрофа ATR 72 под Тюменью
Катастрофа ATR 72 возле Тюмени — авиационная катастрофа, произошедшая в понедельник 2 апреля 2012 года. Авиалайнер ATR 72-201 авиакомпании UTair совершал рейс UT120 по маршруту Тюмень — Сургут, но через 1 минуту и 37 секунд после взлёта упал на землю вблизи деревни Горьковка Тюменского района Тюменской области. Из находившихся на его борту 43 человек (39 пассажиров и 4 члена экипажа) погибли 33 (2 скончались в больнице 11 и 19 апреля). Все выжившие — 10 пассажиров — были госпитализированы.

## Самолёт

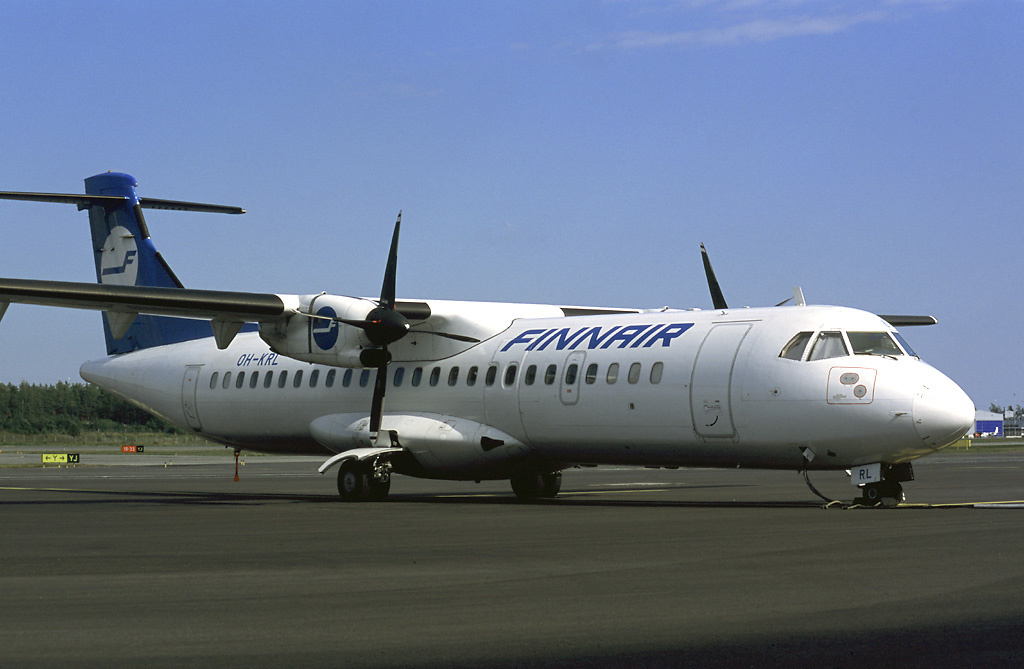
Разбившийся самолёт в 2003 году (в эксплуатации в Finnair)

ATR 72-201 (регистрационный номер VP-BYZ, серийный 332) был выпущен франко-итальянской компанией «ATR» в 1992 году (первый полёт совершил 20 октября под тестовым б/н F-WWLN). Оснащён двумя турбовинтовыми двигателями Pratt & Whitney Canada PW124B.
Эксплуатировался авиакомпаниями:
- TransAsia Airways (с 16 декабря 1992 года по 1 января 1999 года, борт B-22710),
- Finnair (c 1 января 1999 года по 1 ноября 2003 года, борт OH-KRL),
- Aero Airlines (с 1 ноября 2003 года по 23 июля 2008 года, в ней он сменил два бортовых номера — OH-KRL и ES-KRL).

23 июля 2008 года поступил в авиакомпанию UTair и получил бермудский бортовой номер VP-BYZ. Последняя форма технического обслуживания была проведена в Германии в 2010 году, никаких неполадок обнаружено не было. На день катастрофы совершил 49 633 цикла «взлёт-посадка» и налетал 35 523 часа.

## Экипаж
Состав экипажа рейса UT120:
- Командир воздушного судна (КВС) — 27-летний Сергей Сергеевич Анцин. Проработал в авиакомпании UTair 3 года и 9 месяцев (с 21 июля 2008 года). Управлял самолётом ATR 42 (сначала вторым пилотом, затем КВС). В должности командира ATR 42/72 — c 8 ноября 2011 года (до этого управлял им в качестве второго пилота). Налетал 2602 часа, 2522 из них на ATR 42/72 (235 из них в качестве КВС).
- Второй пилот — 23-летний Никита Витальевич Чехлов. Проработал в авиакомпании UTair 3 года и 6 месяцев (с 8 октября 2008 года). Тоже, как и КВС, управлял самолётом ATR 42/72. Налетал 1825 часов, 1765 из них на ATR 42/72.

В салоне самолёта работали две стюардессы:
- Мария Владимировна Бердникова,
- Любовь Владимировна Болдырева.

Все члены экипажа погибли в катастрофе.

## Хронология событий

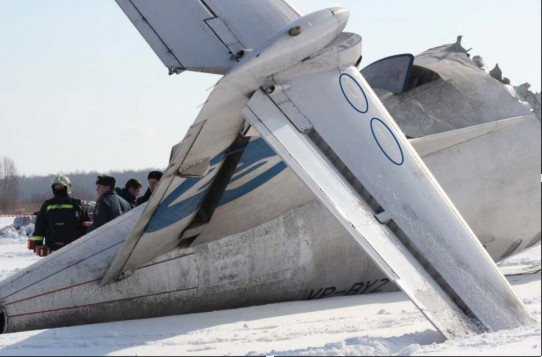
Хвост рейса 120

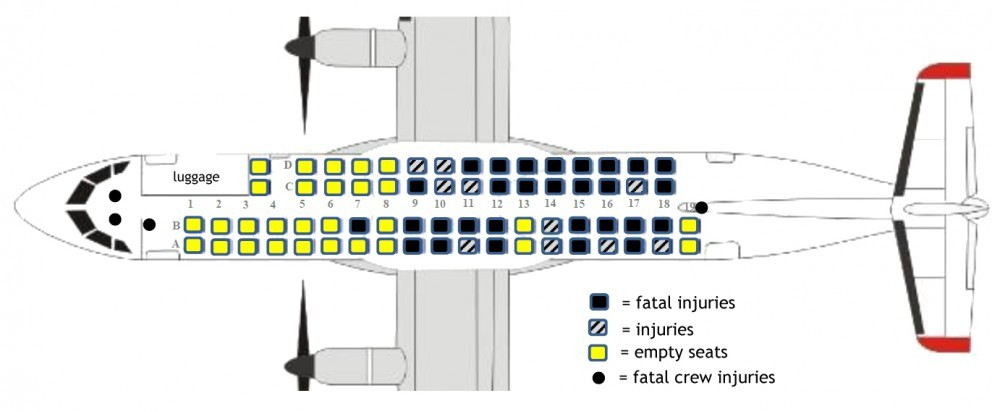
Диаграмма травм пассажиров рейса 120 (МАК) в зависимости от их местонахождения

Рейс UT120 вылетел из Тюмени в 07:32:58 YEKT. Взлёт с ВПП №21 лайнер произвёл с магнитным курсом 214°. Фактическая погода в аэропорту Рощино в ближайший срок метеонаблюдения 07:30 YEKT: ветер 240° 6, порывы 9 м/сек, видимость 10 километров, облачность значительная (5-7 октантов) 400 метров кучево-дождевая, температура воздуха −1 °C, точка росы −1 °C, давление на уровне моря 1002 гПа; прогноз на ближайшие 2 часа: временами ветер 260 — 15 м/сек, видимость 1500 метров, ливневый снег, метель, облачность значительная 150 метров. Дополнительная информация: давление на уровне аэродрома 742 мм рт. ст. / 989 гПа, ВПП 21, коэффициент сцепления 0.6.
В 07:33:52 на высоте 182 метра КВС включил автопилот, 4 секунды спустя были убраны закрылки. После уборки закрылков, в 07:34:08, на высоте 210 метров лайнер самопроизвольно начал крениться вправо. Автопилот был выключен. Угол крена вправо достиг 35°, но впоследствии был устранён пилотами.
Согласно расшифровкам регистраторов в 07:34:22 (YEKT) у самолёта неожиданно для пилотов возник левый крен до 50 градусов и он перестал управляться. В 07:34:35 с углом тангажа примерно 11 градусов на пикирование, левым креном 55 градусов и вертикальной скоростью снижения более 20 м/сек самолет столкнулся с землей в 1,6 километрах от аэропорта Рощино. От удара самолет разрушился и частично сгорел. Первыми место падения обнаружил экипаж самолёта, взлетевшего сразу после ATR-72. 
В катастрофе погиб 31 человек — все 4 члена экипажа и 27 пассажиров. Выжившие 12 пассажиров получили серьёзные ранения и были госпитализированы. Через 8 дней после катастрофы (11 и 19 апреля) скончались 2 выживших.

## Реакция
В связи с катастрофой в Тюмени была отменена назначенная на 2 апреля церемония вручения ежегодной национальной премии «Крылья России», присуждаемой лучшим авиакомпаниям страны.
В Тюменской области, Ханты-Мансийском и Ямало-Ненецком автономных округах 4, 5 и 6 апреля были объявлены днями траура.

## Расследование
Официальное расследование причин катастрофы проводилось совместно Следственным комитетом РФ и Межгосударственным авиационным комитетом (МАК).
В ходе расследования были изучены образцы авиатоплива, проведены консультации с производителем самолёта, созданы математические модели последнего полёта рейса 120 и совершены полёты на тренажёрах с целью моделирования полёта в условиях обледенения.
Окончательный отчёт расследования МАК был опубликован 16 июля 2013 года:
Заключение

Непосредственной причиной катастрофы самолёта явилось принятие КВС решения на вылет без проведения противообледенительной обработки при наличии на поверхности самолёта снежно-ледяных отложений, обнаруженных экипажем при рулении воздушного судна, что привело к ухудшению аэродинамических характеристик самолёта и его сваливанию в наборе высоты после взлета, а также нераспознание экипажем выхода самолёта на режим сваливания.

Уголовное дело по факту катастрофы было возбуждено Следственным комитетом РФ по ч. 3 ст. 263 УК РФ («Нарушение правил безопасности движения и эксплуатации воздушного транспорта, повлекшее по неосторожности смерть двух и более лиц»). В ходе расследования уголовного дела было проведено 57 экспертиз — судебно-медицинские, горюче-смазочных материалов, авиационно-техническая, криминалистическая судебная. Объём уголовного дела составил более 130 томов. Обвинения были предъявлены начальнику дежурной смены ООО «ЮТэйр-Техник» Анатолию Петроченко, авиамеханику той же авиакомпании Андрею Писареву и заочно командиру рейса 120 Сергею Анцину. 10 сентября 2014 года суд возвратил дело в прокуратуру в связи с тем, что обвинительное заключение составлено с нарушениями законодательства, с 26 января 2015 года шло повторное слушание дела в Тюменском районном суде.
30 ноября 2015 года Тюменский районный суд признал подсудимых виновными, приговорив Петроченко и Писарева к пяти годам и одному месяцу лишения свободы с отбыванием наказания в колонии-поселении. В отношении Анцина дело было прекращено в связи с его гибелью.

### Причина катастрофы
Причиной катастрофы явился отказ КВС от противообледенительной обработки, что, при наличии снежно-ледяных отложений на поверхности самолёта, привело к его сваливанию на взлёте из-за ухудшения аэродинамических показателей, а также действия техника, который не произвёл противообледенительную обработку, и начальника дежурной смены, который ненадлежащим образом контролировал действия техника. Экипаж не смог своевременно распознать сваливание и не предпринял мер по выходу из него.

## Память
В апреле 2013 года на месте катастрофы был установлен памятник высотой 1,7 метра.